# PDF
PDF (acrònim en anglès de Portable Document Format, Format de Document Portàtil) és un format de fitxer desenvolupat per l'empresa Adobe com a fitxer contenidor de documents, independentment del programari, maquinari o sistema operatiu utilitzat. Fou desenvolupat a partir del projecte "Camelot" ideat per John Warnock, cofundador d'Adobe Systems. Pot ser instal·lat com Impressora virtual.

## Característiques del PDF
- És multiplataforma, és a dir, pot ser presentat en els principals sistemes operatius (GNU/Linux, MacOS, Unix, Windows), sense que es modifiqui l'aspecte ni l'estructura del document original.
- Pot contenir qualsevol combinació de text, elements multimèdia com ara vídeos o so, elements d'hipertext com vincles i marcadors, enllaços i miniatures de pàgines.
- Els fitxers PDF no perden el format amb l'enviament a altres usuaris, com sí succeeix quan s'envien documents de text (es desordenen les pàgines, es desorganitzen els paràgrafs, etc.).
- És un dels formats més estesos en Internet per a l'intercanvi de documents. Per això, és molt utilitzat per empreses, governs i institucions educatives.
- És una especificació oberta, per la qual s'han adaptat eines de programari comercial com les suites ofimàtiques Microsoft Office i WordPerfect Office i creat unes altres en programari lliure que permeten crear, visualitzar o modificar documents en format PDF, com Openoffice.org, LibreOffice i Calligra Suite així com el sistema de composició de textos LaTeX.
- Pot ser xifrat per a protegir el seu contingut i fins i tot signar-lo digitalment.
- Un fitxer PDF pot crear-se des de diverses aplicacions exportant el fitxer, com és el cas d'Openoffice.org i Microsoft Office (a partir de la versió 2007, si s'actualitza a SP2).[3]
- Pot generar-se des de qualsevol aplicació mitjançant la instal·lació d'una «impressora virtual» en el sistema operatiu, en cas d'emprar aplicacions sense aquesta funcionalitat integrada.
- És l'estàndard ISO (ISO 19005-1:2005) per a fitxers contenidors de documents electrònics amb vista a la seva preservació de llarga durada.[4]
- Els fitxers PDF són independents del dispositiu, per la qual cosa poden imprimir-se en una impressora matricial, d'injecció de tinta, làser o en microfilm. Per a l'optimització de la impressió, es configuren les opcions apropiades en la creació del fitxer PDF.

## Ressenya històrica
Els fitxers PDF, juntament amb les aplicacions que podien veure i crear aquest tipus de documents, van començar a desenvolupar-se a partir de 1991, i la seva adopció comercial i general era molt reduïda. El programari de les aplicacions es distribuïa com a programari de llicència comercial. En aquesta època el visor de documents PDF estava disponible de franc (freeware), però no de forma lliure.
El cofundador d'Adobe, John Warnock, va introduir el concepte de «document de format portàtil» (PDF) en 1992 com a part del seu concepte d'oficina sense papers. Acrobat, el programari per crear o processar el format dels fitxers PDF, va ser llançat comercialment el següent any (1993). La majoria dels fitxers PDF es poden veure i imprimir en pràcticament qualsevol computadora o dispositiu mòbil.

## Versions del format PDF
El format dels fitxers PDF ha canviat diverses vegades, relacionades amb les noves versions de Acrobat que ha anat llançant Adobe. Fins al moment, s'han publicat nou versions de l'especificació dels fitxers PDF:
| Any  | Versió PDF                       | Versió Adobe Acrobat    |
| ---- | -------------------------------- | ----------------------- |
| 1993 | PDF 1.0                          | Acrobat 1.0             |
| 1994 | PDF 1.1                          | Acrobat 2.0             |
| 1996 | PDF 1.2                          | Acrobat 3.0             |
| 1999 | PDF 1.3                          | Acrobat 4.0             |
| 2001 | PDF 1.4                          | Acrobat 5.0             |
| 2003 | PDF 1.5                          | Acrobat 6.0             |
| 2005 | PDF 1.6                          | Acrobat 7.0             |
| 2006 | PDF 1.7                          | Acrobat 8.0 / ISO 32000 |
| 2008 | PDF 1.7, Adobe Extension Level 3 | Acrobat 9.0             |
| 2009 | PDF 1.7, Adobe Extension Level 5 | Acrobat 9.1             |

## Ús dels fitxers PDF
Els fitxers PDF s'utilitzen per emmagatzemar documents, interactius i regulars, així com mapes, gràfics, catàlegs, presentacions i llibres electrònics.
Les versions primerenques dels documents PDF no tenien hipervincles externs; per aquest motiu, la seva adopció en Internet era considerablement reduïda i no tenia molta popularitat. En aquests temps, eren comuns les connexions lentes a Internet a través de mòdems telefònics, i la grandària dels documents PDF era molt més gran que altres tipus de documents, com per exemple el text simple (sense format); per tant, la banda ampla va ser un factor clau per a la seva acceptació en Internet. A més, ja existien altres tipus de documents que li feien forta competència al tipus de documents PDF, com per exemple, els documents PostScript (.ps), els quals, en aquell temps, estaven prou generalitzats.
Amb el temps, el format PDF va anar adquirint popularitat de diverses formes diferents, com a publicitat, fins a convertir-se en un estàndard de facto. Aquest format és vist com una “pàgina digital” que està llista per imprimir-se exactament com es mostra en la pantalla, sense problemes de marges a l'hora d'imprimir, a diferència del que succeeix en altres formats digitals de document.
En els anys recents, han sorgit diverses aplicacions lectores d'aquest tipus de fitxers tals com Evince, Atril i Okular, que són de programari lliure, entre d'altres. La seva popularitat ha obert la possibilitat de crear documents PDF amb programes de programari comercial i lliure tals com Microsoft Office, WordPerfect Office, Openoffice.org, LibreOffice i Calligra Suite. Altres aplicacions, són fins i tot capaces d'editar-los de manera directa, sense necessitat d'emprar la típica aplicació per crear i editar documents PDF d'Adobe.

## Tipus de fitxers PDF

### Fitxers de només imatges
Un fitxer de només imatges es presenta com una imatge de mapa de bits o una instantània. No es poden fer cerques de text, atès que són imatges capturades, No obstant això, aquest format és útil quan les versions digitals han de ser absolutament fidels a les originals, com en els casos de factures o documents legals.

### Documents sense etiquetes
Els documents sense etiquetar s'han creat sense etiquetes PDF. Les etiquetes PDF són similars a les etiquetes utilitzades en el codi HTML per fer la cerca Web més accessible. El text en documents sense etiqueta és sovint difícil de llegir. Quan succeeix això, apareixerà un quadre de diàleg, donant a l'usuari l'opció d'afegir etiquetes.

### Documents etiquetats
Els documents etiquetats són fàcils de trobar a través d'una cerca web. Són fàcils de llegir, optimitzats per ser vists en una pantalla petita i capaces de ser copiats.

### Formularis electrònics
Els formularis PDF electrònics ofereixen a l'usuari la possibilitat de guardar les dades introduïdes amb el teclat o copiats d'un fitxer existent. Els formularis acabats poden ser protegits amb contrasenya i guardats. Els formularis també poden ser publicats en Internet o enviats a través de correu electrònic.

## Format dels fitxers PDF
Independentment de com s'hagin creat els fitxers PDF, tots ells comparteixen la mateixa estructura interna composta de quatre parts:
1. Capçalera: informació sobre l'especificació de l'estàndard PDF que s'ha seguit, on s'indica, per exemple, la versió.
2. Cos: descripció dels elements emprats a les pàgines del document.
3. Taula de referències creuades: informació dels elements emprats a les pàgines del fitxer.
4. Coda: indica on trobar la taula de referències creuades.

Notar que quan un fitxer PDF és modificat i s'afegeix nou contingut, est tindrà noves seccions de cos, taula de referències croades i coda, però en guardar aquest document es pot optimitzar de manera que les seccions duplicades es fusionin en una sola i es reorganitzi el fitxer.

## Representació del color en PDF
El format PDF està indicat per a la impressió de documents, ja que especifica tota la informació necessària que els defineixen. És interessant especificar com es fa la representació de colors del fitxer en PDF. En el format PDF s'especifiquen espais de color, això és la descripció de com cal interpretar els colors del document.
Un color es defineix mitjançant un o diversos components numèrics i la interpretació d'aquests es farà segons l'espai de color especificat.
Els espais de color poden ser:
- depenent del dispositiu,
- independents del dispositiu.
- espais de color espacials.

### Depenent del dispositiu
És la forma més simple i imprecisa de reproduir colors, emprada per aparells que no disposen de gestors de color.
Cada punt és descrit per un color que està compost de certes quantitats de colorants.
Per PDF existeixen tres espais de colors diferents dependents del dispositiu:
- CMYK del dispositiu: els valors de composició dels colors són descrits pels colors primaris de pigment CMYK (Acrònim de “Cyan, Magenta, Yellow i Black”; Cian, Magenta, Groc i Negre) mitjançant mescla subtractiva que és la emprada en pintura i arts gràfiques.
- RGB del dispositiu: els valors de composició dels colors són descrits pels colors primaris de la llum RGB (“Rig, Vert i Blau”) mitjançant mescla additiva.
- Gris del dispositiu: els valors de composició dels colors són descrits per una escala acromàtica de blanc a negre.

| Mode | Color    | Descripció              |
| ---- | -------- | ----------------------- |
| CMYK | Verd pur | (66 %, 0 %, 100 %, 0 %) |
| RGB  | Verd pur | (0,255,0)               |
| Gris | Verd pur | Negre=20%               |

En emprar la definició de color depenent, encara que tingui uns mateixos valors del color, la reproducció d'ells variarà segons el dispositiu que el reprodueixi.

### Independents del dispositiu
Aquests espais de color estan basats en els estàndards de la Comissió Internacional de la Il·luminació (CIE), organització internacional que estudia la llum i el color. El seu objectiu és descriure amb detall com veu l'ésser humà i intenta reproduir-los de la mateixa forma, independentment del dispositiu que ho reprodueixi. A aquests colors també se'ls crida “calibrats”. Els colors són descrits mitjançant matrius numèriques i es modifiquen mitjançant transformacions de valors emprant les idees de colors neutres més clars i més foscos.
Per PDF existeixen quatre espais de colors diferents independents del dispositiu:
- RGB calibrat: els valors de composició dels colors són descrits pels colorants RGB mitjançant mescla additiva però tant la intensitat, tonalitat i gradació depenen de funcions decodificadores en les quals s'aplica un valor gamma particular per a cada colorant.
- Gris calibrat: els valors de composició dels colors són descrits per una escala acromàtica de blanc a negre però punt la intensitat, tonalitat i gradació depenen de funcions decodificadores en les quals s'aplica un valor gamma particular per al colorant.
- Lab: espai de color basat en CIE composts per “A, B i C” que se'ls assigna els valors L*, a* i b* de l'espai de color CIELAB (espai de color Lab).
- Basat en ICC: basats als espais de color del Consorci Internacional del Color, el qual no es basa en les entrades dels diccionaris d'espai de color sinó en perfils de color International Color Consortium (ICC).

### Espacials
S'utilitzen mètodes especials de reproducció del color.
- Espais de color Separació: són espais de color monocroms on s'usen colorants especials com a tintes metàl·liques o fluorescents.
- Espais de color Dispositiu: emprats per a ocasions en què els objectes necessitin utilitzar més colorants en la impressió. Aquests espais de color permet que els colorants que hi hagi en el dispositiu es tractin com un espai de color del dispositiu amb diversos components.

## Compressió al fitxer PDF
Els fitxers PDF es poden comprimir i cada element del mateix és comprimit mitjançant un o un altre algorisme. Els textos i ordres de format PostScript es poden comprimir emprant l'algorisme Lempel Ziv Welch (LZW) i les imatges mitjançant JPEG, ZIP o RLE.

### JPEG
JPEG (Joint Photographic Experts Group), en manera amb pèrdues o sense pèrdues emprat per a imatges en escala de grises o quadricromies. Si es re-comprimeix origina una pèrdua acumulativa d'informació.

### ZIP
ZIP (Format de compressió ZIP) realitzada mitjançant l'algorisme LZW, sense pèrdues, on reemplaça seqüències repetides per marcadors. Indicat per a imatges en color i escala de grises.

### RLE
RLE (Run-length encoding) sistema sense pèrdues emprat per a imatges de línia (gràfic rasteritzat).

## Programes per a documents PDF

### Editors
- LibreOffice Draw, programari lliure.
- pdftk, programari lliure.
- PDFedit, programari lliure.
- Adobe Acrobat, programari propietari.
- Nitro PDF, programari propietari.
- PDFsam, programari lliure